# Mario Giovanni Guerriero Ruffini
Mario Giovanni Guerriero Ruffini (Costa Volpino, 15 aprile 1937 – Lovere, 15 settembre 1990) è stato un politico italiano, esponente della Democrazia Cristiana e già parlamentare europeo.
Militante nella corrente facente capo a Carlo Donat-Cattin, fu sindaco di Costa Volpino e dal 1970 consigliere regionale alla Regione Lombardia durante la sua prima legislatura; vi fu rieletto 4 volte e ne fu anche vicepresidente.
È stato eletto deputato europeo alle elezioni del 1989 per la lista della DC.
È stato vicepresidente della Delegazione per le relazioni con i paesi del Mashrek, membro della Commissione per l'energia, la ricerca e la tecnologia e della Commissione per la politica regionale e l'assetto territoriale.